# Жокур, Луи де
Луи де Жоку́р (фр. Louis de Jaucourt; 16 сентября 1704, Париж — 3 февраля 1779, Компьень) — французский философ
-просветитель, один из составителей Энциклопедии. Написал для Энциклопедии более 17 000 статей по различным предметам, среди которых физиология, химия, ботаника, медицина и политическая история, в сумме составивших почти четверть всей Энциклопедии. В течение долгого времени де Жокур как автор Энциклопедии оставался в тени на фоне Дени Дидро и Руссо. Однако начиная с середины XX века научный интерес к его творчеству начинает возрастать.

### Информация об ордене Почётного легиона
Иногда встречается информация, что де Жокур был кавалером Ордена Почётного легиона. Эта информация ошибочна. Энциклопедист шевалье Луи де Жокур скончался за 23 года до учреждения Наполеоном ордена Почетного Легиона. Кавалером большого креста ордена Почётного легиона (1816) был генерал-лейтенант и государственный деятель маркиз Франсуа де Жокур.